# 葛兆光
葛兆光（1950年—），中華人民共和國歷史學家。

## 生平
1950年出生于上海，曾经去贵州山区落戶。早年就讀於中國貴州省凱里第一中學，後來畢業於北京大學中文系古典文獻專業，並於同校修畢研究生。後來擔任揚州師範大學歷史系教授、清華大學教授和復旦大學文史研究院院長，並曾經於京都大學、香港城市大學、東京大學、台灣大學、美國普林斯頓大學等大學擔任客座教授或訪問學者。主要研究領域是東亞及中國的思想、文化與宗教史。著有《中國思想史》、《宅茲中國》、《想像異域》、《何為中國？—疆域、民族、文化與歷史》等。

## 榮譽
- 1988年－第一屆“中國圖書獎”
- 2000年－第一屆“長江讀書獎”
- 2009年－第一屆Princeton Global Scholar
- 2014年－第三屆韓國Paju Book Award、第26屆日本“亞洲·太平洋”大獎[2]

## 著作
1. 《禅宗与中国文化》（上海人民出版社 1986.台北东华书局.1988. 韩文本，韩国汉城东文选书店.1990.）
2. 《道教与中国文化》（上海人民出版社 1987. 台北东华书局.1988. 日本东京东方书店.1993.韩文本，韩国汉城东文选书店.1993）
3. 《古代诗文要籍详解》（与金开诚合作，北京出版社 1988）
4. 《汉字的魔方－－中国古典诗歌语言学札记》（香港中华书局.1989，修订本，辽宁教育出版社，1998）
5. 《想像力的世界－－道教与唐代文学》（北京现代出版社.1990）
6. 《唐诗卷》（浙江文艺出版社 1994；修订本《唐诗选注》，1998）
7. 《中国经典十种》（香港中华书局 1993；台北，风云时代出版社，1996；韩文本 韩国釜山，中文出版社，1996）
8. 《中国禅思想史——从6世纪到9世纪》（北京大学出版社，1995）
9. 《葛兆光自选集》（广西师范大学出版社，1997）
10. 《七世纪前中国的知识、思想与信仰世界──中国思想史第一卷》（复旦大学出版社，1998）
11. 《中国宗教与文学论集》（清华大学出版社，1998）
12. 《中国思想史》（全3册）（复旦大学出版社，2001）
13. 《宅兹中国——重建有关“中国”的历史论述》，中华书局，2011年3月
14. 《想象异域——读李朝朝鲜汉文燕行文献札记》，中华书局，2014年3月
15. 《歷史中國的內與外——有關「中國」與「周邊」概念的再澄清》，中文大學出版社，2017年，